# Yuan renminbi
Yuanul renminbi (人民币 în chineză simplificată, cod ISO 4217: CNY) este moneda națională a Chinei.

## Subunități
Unitatea de bază este yuanul scris în general cu simbolul ¥. Un yuan este împărțit în 10 jiao (角), și un jiao este împărțit în 10 feni (分).